# Sabine Uecker

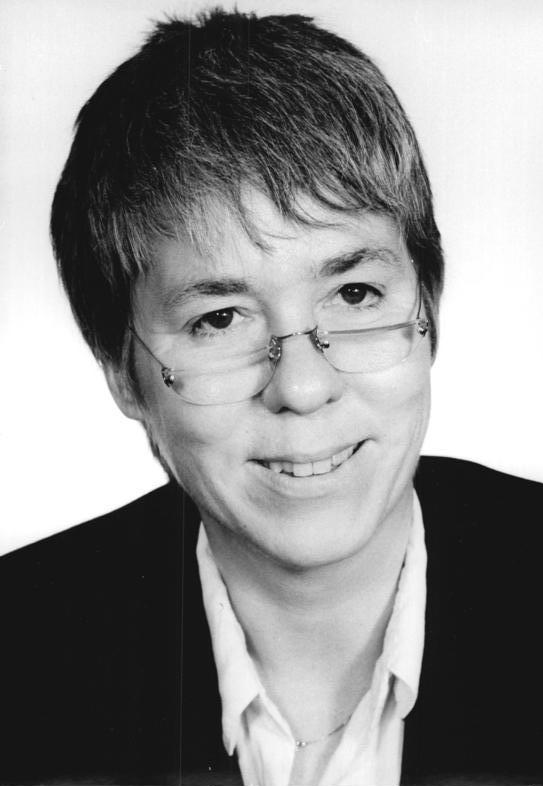
Sabine Uecker (1990)

Sabine Uecker (* 1. Mai 1943) ist eine deutsche Chemieingenieurin sowie eine ehemalige Abgeordnete der Volkskammer der DDR und des Deutschen Bundestags (SPD).

## Leben und Beruf
Sabine Uecker absolvierte ein Studium zur Chemieingenieurin. Später war sie unter anderem beim VEB Elektronische Bauelemente Teltow tätig.

## Politik
Im März 1990 wurde Sabine Uecker im Wahlkreis Potsdam für die SPD in die Volkskammer gewählt. Im Oktober 1990 gehörte sie zu den 144 Abgeordneten, die von der Volkskammer in den Bundestag entsandt wurden. Sie gehörte dem Bundestag bis zum Dezember 1990 an.